# Saint-Vran

Saint-Vran este o comună în departamentul  Côtes-d'Armor, Franța. În 1 ianuarie 2022 avea o populație de 755 de locuitori.